# Kiron Open Higher Education
Kiron Open Higher Education gGmbH  (frühere Namen: Kiron University, davor Wings University) ist ein 2015 gegründetes Social Start-Up mit dem Ziel, bestehende Barrieren auf dem Weg zur Hochschulbildung für Flüchtlinge mittels digitaler Lern- und Unterstützungsangebote abzubauen.
Die gemeinnützige Organisation hat ein Online-Studienprogramm für Flüchtlinge entwickelt, um gleitende Zugänge zur Hochschulbildung mithilfe der Nutzung von MOOC-basierten Curricula zu ermöglichen. Kiron bietet den Teilnehmern des Programms die Möglichkeit, an eine der Partnerhochschulen zu wechseln, um nach der Option auf Anrechnung der bei Kiron erworbenen Online-Leistungen einen akkreditierten Bachelor-Abschluss zu erhalten. Somit ist die Einrichtung selbst keine staatlich anerkannte Universität. Kiron kooperiert derzeit (Stand: August 2017) mit 45 Hochschulen. Das Studium bei Kiron ist seit dem Herbst 2015 möglich.
Der Name Kiron ist abgeleitet von Cheiron, einer Figur aus der griechischen Mythologie.

## Geschichte
Die Idee für das Konzept entstand erstmals auf einer Konferenz zur Flüchtlingsthematik am 16. September 2014, bei der sich Vincent Zimmer und Markus Kreßler trafen. Beide engagierten sich zu diesem Zeitpunkt ehrenamtlich für Flüchtlinge, Zimmer bei „Study without borders“ und Kreßler in der psychosozialen Betreuung von Flüchtlingen in Berlin, und teilten die Vision eines Studiums, das für jedermann frei und unbürokratisch zugänglich sein sollte. Schnell folgten erste Gespräche mit Universitäten, Anbieter von Online-Kursen und Entscheidungsträgern in Politik und Wirtschaft. Im März 2015 hatte die Idee konkrete Gestalt angenommen und Kiron wurde gegründet, zunächst noch unter dem später aus markenrechtlichen Gründen aufgegebenen Namen „Wings University“. Kurz darauf erhielt das Gründerteam, bestehend aus den Gesellschaftern der gGmbH Vincent Zimmer, Markus Kreßler und Christoph Staudt, ein Stipendium der Agentur Social Impact und konnte ein großes Team von Freiwilligen um sich herum versammeln. Im Rahmen einer Crowdfunding-Kampagne auf der Plattform Startnext im Herbst 2015 konnten über eine halbe Million Euro für die Organisation gewonnen werden, damit ist sie zu diesem Zeitpunkt die erfolgreichste Kampagne für soziale Zwecke in Deutschland. Im ersten Jahr nach der Gründung waren laut Angaben von Kiron 1250 Studierende im Programm. Im August 2017 zählte Kiron 2700 Studierende, die ersten Studierenden sind bereits an eine Partnerhochschule gewechselt.

## Organisation
Kiron bietet eine Plattform, die ihren Studierenden virtuelle Lernumgebungen bereitstellt und diese um regionale Konzepte des integrierten Lernens sowie um gezieltes Mentoring ergänzt. Das Studium erfolgt dabei im Rahmen von onlinebasierten Kursformaten (Massive Open Online Courses, MOOCs). Der Grundsatz der Organisation ist der, eine Antwort auf die hauptsächlichen Schwierigkeiten für studieninteressierte Flüchtlinge beim Übergang an die Hochschule zu finden: fehlende finanzielle Mittel, fehlende Sprachkenntnisse, begrenzte Kapazitäten an Hochschulen und fehlende Dokumente, wie zum Beispiel Schulzeugnisse. Dementsprechend ist das Studium durch zahlreiche Kooperationen und Förderer und das digitale Lernangebot für die Studierenden kostenfrei und kann unabhängig von den sonst notwendigen Dokumenten online begonnen werden. Die Studierenden gewinnen Zeit, um beispielsweise die entsprechende Landessprache zu erlernen oder Fragen der Finanzierung und Sondierung von Dokumenten zu klären. Zusätzlich dazu bietet Kiron den Studierenden durch unterstützende Programme die Möglichkeit, sich auf ein Studium an einer Hochschule vorzubereiten und sich langfristig in das neue Heimatland zu integrieren. Durch eine Chance zur kulturellen, wirtschaftlichen und sozialen Partizipation, werden die Flüchtlinge darin bestärkt, den Weg in ein selbstbestimmtes Leben zurückzufinden.

### Team
Kiron wird von einem etwa 70-köpfigen Kernteam und einem Pool von über 400 Freiwilligen und Unterstützern – Social Entrepreneurs, Flüchtlingen, Studierenden, Praktikern aus der Flüchtlingsarbeit, Wissenschaftlern und Partnern aus Wirtschaft und Politik – getragen. Begleitet wird diese Arbeit durch ein Netzwerk an externen Beratern, durch Förderprogramme sowie einen Beirat. Neben dem Hauptsitz in Berlin und einem Büro in München ist Kiron in zwei weiteren Ländern, Frankreich und Jordanien, aktiv vertreten und unterhält dort Standorte.

### Kooperationen
Zur Bereitstellung der Studieninhalte werden Kooperationen mit etablierten Anbietern von MOOCs wie edX und Coursera unterhalten. Partneruniversitäten sind zum Beispiel die RWTH Aachen, die FH Lübeck, die Leuphana Universität oder die SciencesPo Paris. Insgesamt bestehen mittlerweile Kooperationen mit insgesamt 45 Hochschulen in acht Ländern. Kiron ist Mitglied im Mitglied im Social Entrepreneurship Netzwerk Deutschland.

### Finanzierung
Für die Flüchtlinge ist das Online-Studium bei Kiron kostenfrei. Kiron finanziert sich seit Gründung aus Fördergeldern des öffentlichen Sektors, Stiftungen, Firmen und durch Sponsoring und Privatspenden, und entwickelt parallel verschiedene nachhaltige Finanzierungsmodelle. Im ersten Jahr nach der Gründung konnte Kiron rund drei Millionen Euro einsammeln, die Schöpflin-Stiftung förderte Kiron mit 1,5 Millionen Euro bis einschließlich 2018. Im September 2016 stellte das Bundesministerium für Bildung und Forschung für zunächst 13 Monate rund 2,1 Millionen Euro zur Verfügung. Die Berliner Wirtschaft unterstützt Kiron und 22 weitere Bildungsprojekte im Jahr 2016 mit insgesamt 15 Millionen Euro. Zu den Förderern gehören Größen wie die Bertelsmann Stiftung, die BMW Stiftung Herbert Quandt, Volkswagen, die Deutsche Telekom, UBS und Ernst & Young.

## Studium
Kiron nimmt Studierwillige auch ohne geklärten Aufenthaltsstatus auf, der Flüchtlingsstatus muss jedoch spätestens zum Wechsel an die Partnerhochschule nachgewiesen werden. Für die Anmeldung genügt ein Nachweis dafür, dass „die Bildungsbiographie durch eine Krisensituation unterbrochen wurde“.
Nach zwei Einführungskursen und begleitenden Assessments, können sich die Studierende für eine Studienrichtung entscheiden und Kurse beginnen. Diese Kurse werden bei Kiron unabhängig vom Anbieter auf der Plattform Kiron Campus (campus.kiron.ngo) in Module gebündelt, die alle Standards des Europäischen Hochschulraums erfüllen und ein studierbares online-basiertes Kern-Curriculum ermöglichen.
Erfolgreich abgeschlossene Module können von Partnerhochschulen in einem Umfang von bis zu 60 ECTS angerechnet werden. Nach bis zu zwei Jahren bewerben sich Kiron-Studierende im Regelfall ganz regulär bei einer Partnerhochschule und absolvieren dort das verbleibende Studienprogramm, um dann einen regulären, akkreditierten Studienabschluss zu erwerben.

### Studienangebote
Bisher werden fünf Studien-Fachrichtungen angeboten:
- Mechanical Engineering (Maschinenbau)
- Computer Science (Informatik)
- Political Science (Politikwissenschaft)
- Business and Economics (Betriebswirtschaft)
- Social Work[28] (Soziale Arbeit)

### Erweiterte Angebote für Studenten
Neben den akademischen Inhalten bietet Kiron über seine Plattform noch weitere Unterstützungsangebote für die Studierenden an. Auf dem sogenannten Forum können die Studierenden mit Mitarbeitern und ihren Mitstudenten in Verbindung treten und sich austauschen. Im Rahmen eines Buddy-Programmes werden Kiron Studierende mit „Buddies“ zusammengeführt, die sie bei der kulturellen und sozialen Eingewöhnung unterstützen. Über Mentoring stehen zudem Fachkräfte bei studien- und fachspezifischen Fragen online und offline zur Verfügung. Zum weiteren Angebot gehören eine Beratung für diejenigen Studierenden, die Unterstützung bei der Verarbeitung ihrer teils traumatischen Erfahrungen brauchen und gegebenenfalls an Experten weitergeleitet werden, sowie ein Help Desk, das für jegliche Fragen zur Verfügung steht.

### Blended Learning 2.0
Das didaktische Modell von Kiron basiert auf dem Konzept des Blended Learnings 2.0. Die Studiengänge kombinieren asynchrone Lerninhalte, also MOOCs mit synchronen, ergänzende digitalen Live-Tutorials, welche durch den zusätzlichen Service Direct Academics angeboten werden. Dies impliziert, dass zu den Online Kursen begleitende Tutorien und Trainingskurse bereitgestellt werden, um Studierende dabei zu unterstützen ihre akademischen Ziele zu erreichen. Dieses Konzept wird aufgrund seiner Verbindung von digitalen synchronen und asynchronen Inhalten mit der traditionellen Mischung von online und offline Elementen als Blended Learning 2.0 bezeichnet.

## Auszeichnungen
- 2016: Arno-Esch-Preis[30]